# La infidelidad (Veronese)
La infidelidad es una obra del pintor italiano Paolo Veronese. Es un óleo sobre lienzo, pintado hacia 1575-1580. Mide 1,89 metros de alto y 1,89 m de ancho. Se exhibe actualmente en la National Gallery de Londres, Reino Unido.
Este cuadro es uno de los cuatro que forman la serie «Alegorías del amor», realizadas por Veronés por encargo, según se cree, del emperador Rodolfo II.
Se representa a una mujer infiel, de espaldas, sujetando a su marido con la mano derecha mientras que con la izquierda parece entregar un papel a su amante, hacia quien vuelve la cabeza y la mirada.